# Morti nel 939
| Questa pagina contiene informazioni ricavate automaticamente dalle voci biografiche con l'ausilio del template Bio e di un bot. L'aggiornamento è periodico e automatico e ricostruisce completamente la pagina. Se manca una persona in questa lista, sei pregato di non aggiungerla, ma accertati piuttosto che la sua voce biografica contenga il template Bio e che i dati anagrafici siano correttamente compilati. Se il template Bio manca, inseriscilo tu stesso o, in alternativa, metti l'avviso {{tmp\|Bio}} che ne segnala la mancanza. Se i dati riportati sono sbagliati, correggi direttamente la voce biografica; le modifiche saranno visibili in questa lista entro pochi giorni. Per chiarimenti vedi il progetto biografie. La lista contiene solo le 7 persone che sono citate nell'enciclopedia e per le quali è stato implementato correttamente il template Bio. Pagina aggiornata al 10 feb 2025. |

- 13 luglio - Papa Leone VII, papa, vescovo e cardinale italiano
- 2 ottobre - Eberardo di Franconia, nobile tedesco
- 2 ottobre - Gilberto di Lotaringia, conte
- 27 ottobre - Atelstano d'Inghilterra, sovrano inglese
- Pietro II Candiano, doge (n. 872)
- Egilolf di Salisburgo, arcivescovo tedesco
- Salim ibn Asad ibn Abi Rashid, arabo